# 阿斯伯里 (阿拉巴馬州)
阿斯伯里（英語：Asbury）是一個位於美國阿拉巴馬州馬歇爾縣的非建制地區。該地的面積和人口皆未知。

## 地理
阿斯伯里的座標為34°22′41″N 86°07′34″W / 34.37806°N 86.12611°W，而該地的平均海拔高度為337米（即1106英尺）。